# Saint-Léger-lès-Paray
Saint-Léger-lès-Paray település Franciaországban, Saône-et-Loire megyében. Lakosainak száma 759 fő (2022. január 1.). Saint-Léger-lès-Paray Saint-Vincent-Bragny, Digoin, Paray-le-Monial, Vitry-en-Charollais és Volesvres községekkel határos.

## Népesség
A település népessége az elmúlt években az alábbi módon változott:
| Lakosok száma | 679  | 706  | 740  | 730  | 740  | 748  | 760  | 760  | 759  |
|               | 2013 | 2015 | 2016 | 2017 | 2018 | 2019 | 2020 | 2021 | 2022 |